# Aleksandra Golovtsjenko
Aleksandra Golovtsjenko (Russisch: Александра Головченко; Volgograd, 5 november 1997) is een Russische zangeres en model.

## Biografie
Golovtsjenko nam als kind deel aan vele kinderfestivals. Ze won onder andere bij de festivals Moezikalnaja radoega en Malenkie Zvozdotsjki (in de jazzcategorie). 
Op 3 juli 2007 versloeg ze negentien andere deelnemers tijdens de Russische nationale finale en mocht zo Rusland vertegenwoordigen op het Junior Eurovisiesongfestival 2007 in Amsterdam. Met haar liedje Otlitsjnitsa werd ze met 105 punten zesde. 
2005: Vlad Kroetskich · 
2006: The Tolmachevy Twins · 
2007: Aleksandra Golovtsjenko · 
2008: Michail Poentov · 
2009: Jekaterina Rjabova · 
2010: Sasja Lazin & Liza Drozd · 
2011: Jekaterina Rjabova · 
2012: Lerika · 
2013: Dajana Kirillova · 
2014: Alisa Kozjikina · 
2015: Michail Smirnov · 
2016: Water of Life Project · 
2017: Polina Bogoesevitsj · 
2018: Anna Filiptsjoek · 
2019: Tatiana & Denberel · 
2020: Sofia Feskova · 
2021: Tanja Mezjentseva